# Uvaria clementis
Uvaria clementis este o specie de plante angiosperme din genul Uvaria, familia Annonaceae. A fost descrisă pentru prima dată de Elmer Drew Merrill, și a primit numele actual de la Attanayake, I. M. Turner och R. M. K. Saunde. Conform Catalogue of Life specia Uvaria clementis nu are subspecii cunoscute.